# Mistrzostwa świata w samolotowym lataniu rajdowym
Mistrzostwa świata w samolotowym lataniu rajdowym – zawody lotnicze rozegrane po raz pierwszy w Szwajcarii w 1976 roku. Mistrzostwa odbywają się pod auspicjami Międzynarodowej Federacji Lotniczej (FAI). Polscy piloci startując przez dłuższy czas na samolotach PZL-104 Wilga, nieprzerwanie od drugich mistrzostw świata 1978 zdobywają medale, zazwyczaj złote. W 2014 roku Mistrzostwa po raz pierwszy odbyły się w Polsce.

## Medaliści mistrzostw świata w samolotowym lataniu rajdowym

### Klasyfikacja indywidualna
| Edycja i rok | Miejsce           | Zwycięzca                            | 2. miejsce                           | 3. miejsce                                                       |
| ------------ | ----------------- | ------------------------------------ | ------------------------------------ | ---------------------------------------------------------------- |
| I – 1976     | Grenchen          | R. Le Roux O. Le Roux                | Conzelmann Klink                     | Dittes Rettig                                                    |
| II – 1978    | Coventry          | Roland Husemann Sturmi Westerbarkey  | Witold Świadek Andrzej Korzeniowski  | L. Brost A. Böttiger                                             |
| III – 1980   | Aschaffenburg     | Witold Świadek Andrzej Korzeniowski  | Otto Höfling Michael Amtmann         | Alfred Luckerbauer O. Meszaros                                   |
| IV – 1984    | Parma             | Luigi Ferri ?                        | Witold Świadek Andrzej Korzeniowski  | David Wooldridge ?                                               |
| V – 1986     | Castellón         | Krzysztof Lenartowicz Janusz Darocha | Carlos Euqui José Anizonda           | Wacław Nycz Marian Wieczorek Witold Świadek Andrzej Korzeniowski |
| VI – 1988    | Northampton       | Włodzimierz Skalik Ryszard Michalski | Wacław Nycz Marian Wieczorek         | Mike Pepper Chris Barnes                                         |
| VII – 1991   | Stellenbosch      | Janusz Darocha Zbigniew Chrząszcz    | Włodzimierz Skalik Ryszard Michalski | Krzysztof Wieczorek Wacław Wieczorek                             |
| VIII – 1993  | Chillán           | Janusz Darocha Zbigniew Chrząszcz    | František Cihlář Petr Toužimský      | Włodzimierz Skalik Ryszard Michalski                             |
| IX – 1995    | Herning           | Włodzimierz Skalik Ryszard Michalski | Janusz Darocha Zbigniew Chrząszcz    | Wacław Wieczorek Dariusz Zawłocki                                |
| X – 1997     | Antalya           | Wacław Wieczorek Krzysztof Wieczorek | Janusz Darocha Zbigniew Chrząszcz    | Włodzimierz Skalik Ryszard Michalski                             |
| XI – 1999    | Rawenna           | Wacław Wieczorek Krzysztof Wieczorek | Janusz Darocha Zbigniew Chrząszcz    | Nigel Hopkins Dale de Klerk                                      |
| XII – 2001   | Kordoba           | Janusz Darocha Zbigniew Chrząszcz    | Wacław Wieczorek Krzysztof Wieczorek | Joël Tremblet Jose Bertanier                                     |
| XIII – 2003  | Rustenburg        | Nigel Hopkins Dale de Klerk          | Janusz Darocha Zbigniew Chrząszcz    | Nathalie Strube Patrick Sicard                                   |
| XIV – 2004   | Herning           | Jiří Filip Michal Filip              | František Cihlář Miloš Fiala         | Krzysztof Skrętowicz Krzysztof Wieczorek                         |
| XV – 2006    | Troyes            | Michał Wieczorek Wacław Wieczorek    | Jiří Filip Michal Filip              | Petr Opat Tomáš Rajdl                                            |
| XVI – 2008   | Ried              | Janusz Darocha Zbigniew Chrząszcz    | Julien Cherioux David le Gentil      | Krzysztof Skrętowicz Krzysztof Wieczorek                         |
| XVII – 2010  | Dubnica           | Janusz Darocha Zbigniew Chrząszcz    | Michał Wieczorek Michał Osowski      | Krzysztof Skrętowicz Krzysztof Wieczorek                         |
| XVIII – 2012 | Castellón         | Julien Cherioux David le Gentil      | Bolesław Radomski Dariusz Lechowski  | Michał Wieczorek Michał Osowski                                  |
| XIX – 2014   | Toruń             | Julien Cherioux David le Gentil      | Bolesław Radomski Dariusz Lechowski  | Michał Wieczorek Marcin Wieczorek                                |
| XX – 2016    | Santa Cruz        | Julien Cherioux David le Gentil      | Michał Wieczorek Marcin Wieczorek    | O. Riviere J. Jireau                                             |
| XXI – 2018   | Dubnica nad Váhom | Petr Jonáš Marek Velát               | Krzysztof Wieczorek Kamil Wieczorek  | Michał Wieczorek Marcin Wieczorek                                |

### Klasyfikacja drużynowa
| Edycja | Rok i miejsce          | Zwycięzca                                                                          | 2. miejsce                                                  | 3. miejsce                                      |
| ------ | ---------------------- | ---------------------------------------------------------------------------------- | ----------------------------------------------------------- | ----------------------------------------------- |
| I      | 1976 Grenchen          | –                                                                                  | –                                                           | –                                               |
| II     | 1978 Coventry          | –                                                                                  | –                                                           | –                                               |
| III    | 1980 Aschaffenburg     | Polska                                                                             | RFN                                                         | Austria                                         |
| IV     | 1984 Parma             | Włochy                                                                             | Polska                                                      | RFN                                             |
| V      | 1986 Castellón         | Polska                                                                             | RFN                                                         | Hiszpania                                       |
| VI     | 1988 Northampton       | Polska                                                                             | Wielka Brytania                                             | RFN                                             |
| VII    | 1991 Stellenbosch      | Polska                                                                             | Południowa Afryka                                           | Wielka Brytania                                 |
| VIII   | 1993 Chillán           | Polska                                                                             | Czechy                                                      | Słowenia                                        |
| IX     | 1995 Herning           | Polska                                                                             | Czechy                                                      | Niemcy                                          |
| X      | 1997 Antalya           | Polska                                                                             | Czechy                                                      | Austria                                         |
| XI     | 1999 Rawenna           | Polska                                                                             | Czechy                                                      | Francja                                         |
| XII    | 2001 Kordoba           | Polska                                                                             | Francja                                                     | Czechy                                          |
| XIII   | 2003 Rustenburg        | Południowa Afryka                                                                  | Francja                                                     | Polska                                          |
| XIV    | 2004 Herning           | Czechy                                                                             | Polska                                                      | Francja                                         |
| XV     | 2006 Troyes            | Czechy                                                                             | Polska                                                      | Francja                                         |
| XVI    | 2008 Ried              | Polska                                                                             | Czechy                                                      | Francja                                         |
| XVII   | 2010 Dubnica           | Polska                                                                             | Czechy                                                      | Francja                                         |
| XVIII  | 2012 Castellón         | Polska · Bolesław Radomski · Dariusz Lechowski · Michał Wieczorek · Michał Osowski | Francja · J.Cherioux · D.le Gentil · S.Richard · F.Hatrisse | Czechy · P.Opat · J.Havlik · J.Hlom · O.Pokorny |
| XIX    | 2014 Toruń             | Polska                                                                             | Francja                                                     | Czechy                                          |
| XX     | 2016 Santa Cruz        | Francja                                                                            | Polska                                                      | Czechy                                          |
| XXI    | 2018 Dubnica nad Váhom | Polska                                                                             | Francja                                                     | Czechy                                          |